# Nordeuropaforum
Nordeuropaforum (Eigenschreibweise NORDEUROPAforum) ist eine seit 1991 in Berlin herausgegebene, deutschsprachige wissenschaftliche Zeitschrift. Veröffentlichungen erscheinen kontinuierlich in digitaler Form und sind frei zugänglich. Zurzeit besteht die Redaktion aus einem Team von insgesamt 9 Herausgebern und 20 Redaktionsmitgliedern aus Deutschland, Europa und den USA.

## Geschichte
Die Zeitschrift wurde 1991 zunächst an der Freien Universität Berlin von Bernd Henningsen und Reinhold Wulff gegründet und wandte sich an ein Publikum, das an einem breiten Themenkreis rund um den geographischen und politischen Großraum des Nordens interessiert ist. Unterstützt wurde sie finanziell von den nordeuropäischen Staaten, redaktionell von Mitarbeitern in Berlin, Greifswald und Kiel sowie Autoren aus den skandinavischen Ländern.
Infolge der Neustrukturierungen der Skandinavistik in Berlin und der Gründung des Nordeuropa-Instituts an der Humboldt-Universität zu Berlin wechselte die Redaktion an die HU zu Berlin und stellte zudem 1998 die Zeitschrift auf Magazinformat um. Seitdem werden rein fachwissenschaftliche Beiträge auf Deutsch oder Englisch publiziert.
Seit 2006 erscheint die Zeitschrift ausschließlich als wissenschaftliche Open-Access-Publikation, deren Beiträge kostenfrei genutzt werden können. Auch für Autoren ist die Publikation kostenlos. Um ein breiteres Publikum anzusprechen und der aktuellen Entwicklung in Wissenschaft und Publikationswesen Rechnung zu tragen, entschied man sich im Herbst 2013, die inhaltliche Ausrichtung der Zeitschrift und den Kreis der Herausgeber und Redakteure zu erweitern. Seitdem trägt die Zeitschrift den Untertitel „Zeitschrift für Kulturstudien“ und hat ihre Erscheinungsweise geändert. Statt in zwei Heften pro Jahr werden Artikel und Rezensionen nun kontinuierlich veröffentlicht.

## Profil
Die Zeitschrift ist ein interdisziplinäres Forum für den deutsch- bzw. europäisch-skandinavischen Dialog und den wissenschaftlichen Meinungsaustausch in der Ostsee-Region. Sie setzt sich als zweifach anonym begutachtetes  Open-Access-Journal aus kulturwissenschaftlicher Perspektive mit dem europäischen Norden auseinander und enthält Beiträge zu Politik, Wirtschaft und Kultur, ebenso wie zu kultur- und sozialwissenschaftlichen Methoden- und Theoriediskussionen.
Die Bandbreite der Disziplinen reicht von der Literatur- und Sprachwissenschaft über die Soziologie, Anthropologie, Mediävistik, Geschichts- und Politikwissenschaft bis hin zur Medien-, Film- und Kunstwissenschaft.
Geographisch ist der Fokus auf den gesamten, „großen“ Norden gerichtet: Die Beiträge behandeln Dänemark, Schweden, Norwegen, Finnland und Island, genauso wie Grönland und die Färöer, die baltischen Staaten, Nordwestrussland, die südlichen Ostseeanrainer und transregionale Verflechtungen.